# Холодное газодинамическое напыление
Холодное газодинамическое напыление (ХГН) (англ. Cold Spray) металлических покрытий — это процесс формирования металлических покрытий при соударении холодных (с температурой, существенно меньшей температуры плавления) металлических частиц, ускоренных сверхзвуковым газовым потоком до скорости несколько сот метров в секунду, с поверхностью обрабатываемой детали. При ударах нерасплавленных металлических частиц о подложку происходит их пластическая деформация и кинетическая энергия частиц преобразуется в тепло, обеспечивая формирование сплошного слоя из плотно упакованных металлических частиц.
Основной особенностью ХГН является отсутствие высоких температур в процессе формирования металлических покрытий, следовательно, отсутствие окисления материалов частиц и основы, процессов неравновесной кристаллизации, высоких внутренних напряжений в обрабатываемых деталях.
К настоящему времени существуют две основных разновидности ХГН:

| «Холодное газодинамическое напыление высокого давления» (англ. High Pressure Cold Spray). В качестве рабочего газа используются азот или гелий при давлениях выше 1,5 МПа (15 атм), расходе более 2 м³/мин., и мощностью подогрева более 18 кВт. Для напыления обычно используются чистые металлические порошки размером 5-50 мкм. | «Холодное газодинамическое напыление низкого давления» (англ. — Low Pressure Cold Spray). В качестве рабочего газа используется сжатый воздух давлением 0,5-1,0 МПа (5-10 атм), расходом 0,5 м³/мин, и мощностью подогрева 3-5 кВт. Для напыления покрытий используются механические смеси металлических и керамических порошков. Включение керамического компонента в напыляемую смесь обеспечивает получение качественных покрытий при сравнительно небольших энергозатратах. |

## История
Явление закрепления твёрдых металлических частиц на поверхности преграды было обнаружено в экспериментальных исследованиях обтекания тел сверхзвуковыми гетерофазными потоками, выполнявшихся в Институте теоретической и прикладной механики СО РАН СССР (ИТПМ) [1, 2], .
В последующем в исследования и разработки, связанные как с физикой процессов, происходящих при ХГН, так и с созданием оборудования для ХГН и способов его практического применения включились исследовательские и производственные предприятия разных стран.
Детальный обзор интеллектуальной собственности, созданной в области холодного газодинамического напыления, представлен в [4], описание современного состояния работ — в [5].
В настоящее время в мире серийно производятся несколько типов оборудования для ХГН высокого давления — компанией CGT, для ХГН низкого давления — компаниями ОЦПН  и CenterLine -(по лицензии ОЦПН).
В промышленности применяется переносное оборудование ДИМЕТ®, выпускаемое Обнинским центром порошкового напыления .

## Холодное газодинамическое напыление низкого давления
[6], 
Суть технологии ХГН низкого давления (см. рис.) состоит в следующем:
1 — сжатый воздух давлением 0,5-1,0 МПа подаётся в нагреватель, нагревается там до 400—600 град. С;
2 — поступает в сверхзвуковое сопло;
3 — порошковый материал, представляющий собой механическую смесь металлических и керамических частиц, подаётся в сверхзвуковой поток воздуха за критическим сечением сопла, в ту его часть, где давление в потоке несколько ниже атмосферного давления;
4 — частицы ускоряются воздушным потоком до скорости 300—600 м/с;
5 — частицы взаимодействуют с поверхностью преграды, формируя на ней металлокерамическое покрытие.

## Особенности технологии
Технология обладает рядом особенностей, отличающих её от наиболее близких к ней газотермических технологий нанесения металлов, в частности:
• для работы необходим только сжатый воздух и электроэнергия;
• нет нагрева и окисления металла частиц и подложки, деформаций, изменения структуры металлов (температура подложки меньше 100—150 град С) ;
• нет вредных и агрессивных газов, веществ, излучений и др. опасных факторов;
• технологическая простота нанесения покрытий.

## Материалыпокрытий
Технология позволяет создавать алюминиевые, медные, цинковые, оловянные, свинцовые, никелевые и другие металлические покрытия. В качестве керамической примеси обычно используется оксид алюминия, хотя могут быть использованы и другие материалы, отличающиеся высокой твёрдостью и температурой плавления.

## Материалы основы
Металлы, стекло, керамика, ситаллы, гранит, бетон.

## Структура металлических покрытий
Покрытия, создаваемые таким способом, представляют собой металлическую матрицу с внедрёнными в неё керамическими частицами (см. рис.)

## Свойства покрытий
Покрытия характеризуются высокой прочностью, хорошими эксплуатационными свойствами и могут наноситься любой толщиной.

## Применение
Технология находит применение в различных отраслях промышленности для решения целого ряда задач по нанесению металлических покрытий 
в производстве машиностроительной продукции, ремонте деталей машин и в декоративно-прикладном искусстве:
| - восстановление утраченного металла в производстве (например, отливок ) деталей и ремонте эксплуатационного износа и повреждений в ремонте деталей машин, технологического оборудования и транспортных средств любого назначения; - ремонт форм , дорнов, каландров , и др.; - нанесение электропроводящих покрытий на металлы , стекло , керамику ; - нанесение подслоев под пайку ; - герметизация течей ёмкостей, трубопроводов, теплообменников (особенно тонкостенных ), масло- газонаполненных трансформаторов , и т. п.; | - восстановление нормативных геометрических параметров деталей газоперекачивающих аппаратов [;http://www.dimet-r.narod.ru/application/spec03.html]; - нанесение покрытий, предотвращающих адгезионное схватывание ; - ремонт подшипников скольжения ; - ремонт посадочных мест подшипников ; - восстановление поверхностей гидроштоков ; - защита от коррозии ; - восстановление исторических скульптурных памятников , художественная обработка стекла, керамики, металлов, реставрация ретроавтомобилей . |